# Adam Ehregott Schön
Adam Ehregott Schön (* 25. November 1725 in Görlitz; † 10. Juli 1805) war ein deutscher Astronom, Autor, Pfarrer, Lehrer und Diakon. Seine zahlreichen astronomischen Aufsätze wurden meist im Neuen Lausitzischen Magazin, teilweise aber auch separat veröffentlicht.
Schön beschäftigte sich insbesondere mit dem Zodiakallicht, Planetenlaufbahnen, Sonnenfinsternissen und der Mondoberfläche.

## Leben
Adam Ehregott entstammte der Görlitzer Familie Schön. Er war ein Sohn des Archidiakons Johann Adam Schön und seiner Frau Theodora, geborene Engelmann. Er hatte vier Brüder.
In den Jahren 1738 bis 1744 ging er auf das Gymnasium in Görlitz. Rektor Baumeister und Konrektor Faber halfen ihm bei der Vorbereitung auf das Studium in Leipzig, wo ihn schließlich Christoph Wolle, Romanus Teller und Abraham Gotthelf Kästner unterrichteten.
Im August 1747 ging er von Leipzig nach Pöhl, um dort einem jungen Herr von Röder offenbar Privatunterricht zu geben. 1756 erhielt er den Ruf ans Görlitzer Gymnasium und wurde erster Lehrer. Unerwartet wurde er nach einem Jahr zum Pastor in Schreiberdorf ernannt. Im Jahr 1759 heiratete er Marie Friederike Wilhelmine Schätze († 21. Oktober 1783), einzige Tochter des Wendischossiger Pastors. Ihre vier Kinder starben jung. Von Gersdorff berief Schön zum Diakon in Meffersdorf, wo er am 16. Juli 1769 seine erste Predigt hatte.
Er starb nach Krankheit und völliger Erschöpfung am 10. Juli 1805 im Alter von 79 Jahren.

## Schriften
- Sind die bisherigen Landcharten vom Monde, richtig, oder nicht? (Online)
- Commentatio Epistolica Varias Historicorvm De Primo Imperio Assyriorvm Sententias Sistens (deutsch: Ein epistolischer Kommentar, der verschiedene historische Meinungen über das Erste Reich von Assyrien untermauert)
- Lebensumstände des Oberamtsadvokat Joh. Cph. Jähne’s in Meffersdorf
- Glückwunschsschrift an den Kriegsrath Hanns Fr. Wilh. Raschke

| Personendaten    | Personendaten                                         |
| ---------------- | ----------------------------------------------------- |
| NAME             | Schön, Adam Ehregott                                  |
| KURZBESCHREIBUNG | deutscher Astronom, Autor, Pfarrer, Lehrer und Diakon |
| GEBURTSDATUM     | 25. November 1725                                     |
| GEBURTSORT       | Görlitz                                               |
| STERBEDATUM      | 10. Juli 1805                                         |